# William Batchelder Bradbury
William Batchelder Bradbury (York (Maine (EUA, 6 d'octubre de 1816 - Montclair (Nova Jersey), 7 de gener de 1868) fou un cantor, compositor, organista i mestre.
La seva família es traslladà a Boston i estudià amb Sumner Colina en la Acadèmia Lowell Mason of Music. El 1830 cantava en el cor de l'església del carrer Mason Boudoin. El 1840 treballa com a organista i professor i director musical de la Primera Església Baptista a Brooklyn, Nova York. L'any següent introdueix l'ensenyança del cant en les escoles públiques de la ciutat de Nova York. Es converteix en director musical del Tabernacle Baptista de Nova York, on comença a ensenyar cant als infants en un estil similar al de l'Acadèmia Lowell Mason de Boston.
Entre les seves obres més celebrades cal citar: The Shawm (1864); The Jubilee (1865); The Temple Choir (1867); The Golden Chain (1861); Fresh Laurels (1867); The Keynote (1863); Pilgrim Song (1863); Esther or the Beautiful Queen (Nova York, 1957).